# تفجير خطوط أنابيب نورد ستريم
تفجير خطوط أنابيب نورد ستريم، هي سلسلة من أربعة تفجيرات ضربت خطوط أنابيب نورد ستريم 1 ونورد ستريم 2، نتج عنها تسريبات للغاز في بحر البلطيق امتدت ما بين 26 و29 سبتمبر 2022. يُعتقد أن التفجيرات حدثت بفعل فاعل بقصد التخريب المتعمد؛ بينما لا تزال هوية الجناة والدوافع وراء هذا التفجيرات محل نقاش، في حين لم تصدر نتائج التحقيقات الرسمية حتى الآن.
مُدَّت خطوط أنابيب نورد ستريم الأول ونورد ستريم الثاني لأغراض نقل الغاز الطبيعي من روسيا إلى ألمانيا وأوروبا الغربية عبر بحر البلطيق. تعود ملكية مشروع خطوط نورد ستريم في معظمه لشركة الغاز الحكومية الروسية غازبروم. كانت خطوط أنابيب نورد ستريم قبل التسريبات، مليئة بالغاز الطبيعي بعد أن أوقفت عن العمل بسبب الخلافات بين روسيا والاتحاد الأوروبي في أعقاب غزو أوكرانيا، وفي 26 سبتمبر 2022، عند الساعة 02:03 بالتوقيت المحلي، أعلن عن اكتشاف أول انفجار في خط أنابيب نورد ستريم 2 الذي سجل وجود انخفاض في ضغط الأنابيب ونتج عن ذلك تدفق للغاز الطبيعي إلى سطح البحر جنوب شرق جزيرة بورنهولم الدنماركية. بعد سبعة عشر ساعة من ذلك، ظهرت على سطح البحر ثلاثة تسريبات منفصلة شمال شرق بورنهولم، كانت قد حدثت بسبب تخريب مماثل تعرض له نورد ستريم 1. أصبحت الأنابيب الثلاثة المتضررة غير صالحة للعمل، وأعلنت مصادر ألمانية أن الأضرار التي تعرضت لها الأنابيب نتيجة الانفجارات قد تؤدي مع تأخر إصلاحها إلى القضاء على مشروع نورد ستريم إلى الأبد. تقع المواقع التي تعرضت للتخريب ضمن المياه الدولية، وداخل المناطق الاقتصادية بين الدنمارك والسويد.
تزامنت التفجيرات التي تعرضت لها خطوط أنابيب نورد ستريم مع افتتاح بولندا والنرويج لخط أنابيب البلطيق، وهو مشروع إستراتيجي لنقل الغاز النرويجي من بحر الشمال إلى أوروبا عبر الدنمارك، يُعمل على أن يحل محل خطوط أنابيب نورد ستريم الروسية.
أعلنت رئيسة الوزراء الدنماركية مته فريدريكسن عن تسجيل انفجارات، قالت إنها متعمدة وليست حوادث عرضية. وقالت رئيسة الوزراء السويدية ماغدالينا أندرسون إن تسرب الغاز من نورد ستريم من المحتمل أن يكون تخريبًا، وأعرب مسؤولو الاتحاد الأوروبي والأمين العام لحلف الناتو ينس ستولتنبرغ عن وجهات نظر مماثلة. في وقت سابق، أشار العديد من المحللين إلى أن الظروف المحيطة بالحادثة تبدو مشبوهة وربما كانت أعمالًا تخريبية. قالت شركة «نورد ستريم أي جي» المشغلة للخطوط والمملوكة لشركة غازبروم، إن خطوط الأنابيب تعرضت لأضرار «غير مسبوقة» في يوم واحد.
في 29 سبتمبر 2022، رفض المتحدث باسم الكرملين ديمتري بيسكوف الاتهامات التي حملت روسيا المسؤولية عن الانفجارات، ووصفها بأنها «متوقعة، وغبية، وعبثية»، وفي ذلك اليوم، وصف الرئيس الروسي فلاديمير بوتين الانفجارات الذي تعرضت لها خطوط أنابيب نورد ستريم بأنه «عمل غير مسبوق من أعمال الإرهاب الدولي».

## السبب

### التحقيقات
لم تحدد أي من التحقيقات الثلاثة المنفصلة التي أجرتها ألمانيا والسويد والدنمارك علنًا المسؤولية عن الأضرار حتى فبراير 2023.

## ردود الفعل

### روسيا
وفي اليوم التالي للهجوم، قال الكرملين إنه لا يستبعد أن يكون التخريب سببًا للأضرار التي لحقت بخطوط أنابيب نورد ستريم. وقال دميتري بيسكوف، المتحدث باسم الكرملين: "لا يمكننا استبعاد أي احتمال في الوقت الحالي. من الواضح أن هناك نوعًا من التدمير للأنبوب. وقبل نتائج التحقيق، من المستحيل استبعاد أي خيار". في 29 سبتمبر، وصف الرئيس الروسي فلاديمير بوتين الهجوم على خط الأنابيب بأنه "عمل غير مسبوق من أعمال الإرهاب الدولي". في 2 فبراير 2023، قال وزير الخارجية الروسي سيرجي لافروف على التلفزيون الروسي الرسمي إن الولايات المتحدة متورطة بشكل مباشر في التفجيرات التي تهدف إلى المساعدة في الحفاظ على الهيمنة العالمية للولايات المتحدة.

### السويد
في اليوم التالي للهجوم، قالت رئيسة وزراء السويد ماجدالينا أندرسون إنه من المحتمل أن يكون عملاً تخريبيًا وذكرت أيضًا التفجيرات.

### أوكرانيا
بعد يوم واحد من الهجوم، ألقى مستشار الرئيس الأوكراني زيلينسكي ميخايلو بودولياك اللوم على روسيا، زاعمًا نيتها "زعزعة استقرار الوضع الاقتصادي في أوروبا والتسبب في حالة من الذعر قبل الشتاء".

### الولايات المتحدة
في 12 أبريل 2023، قال الرئيس الأمريكي السابق دونالد ترامب عندما سُئل عمن قام بالتخريب: "لا أريد أن أتسبب في وقوع بلادنا في مشكلة، لذلك لن أجيب عليه. لكن يمكنني أن أخبرك من لم يكن، هل كانت روسيا؟" ". وفقًا لصحيفة واشنطن بوست، فإن ترامب "يشير إلى أنه يعرف شيئًا ما، ولكن من المرجح أن يكون ذلك مجرد جزء من جهوده لإلقاء اللوم على بايدن في الحرب في أوكرانيا".

### الدنمارك
في اليوم التالي للهجوم، وصفت رئيسة وزراء الدنمارك مته فريدريكسن الانفجارات بأنها متعمدة والتسريبات تخريبية، بينما حذرت من أنه لم يكن هجومًا على الدنمارك لأنها حدثت في المياه الدولية.

### ألمانيا
في أواخر عام 2022، قال رئيس سابق آخر لدائرة الاستخبارات الاتحادية الألمانية، أوغست هانينغ، إن روسيا وأوكرانيا وبولندا وبريطانيا لديها مصلحة معقولة في تعطيل خطوط الأنابيب، وكذلك الولايات المتحدة.
في أغسطس 2023، غرد عضو البوندستاغ الألماني وأوبرست رودريش كيسويتر بأن روسيا لا بد أن تكون متورطة في الهجوم.